# Shane Ray
Shane Michael Ray (nacido el 18 de mayo de 1993) es un jugador profesional de fútbol americano estadounidense que juega en la posición de outside linebacker y actualmente es un agente libre.

## Biografía
Ray asistió a Bishop Miege High School en Roeland Park, Kansas, donde practicó fútbol americano y atletismo. En fútbol fue considerado un 3 estrellas por Rivals.com, clasificado el 17º mejor defensor.
Ray recibió ofertas de becas de Notre Dame, Kansas, Wisconsin y Misuri, decantándose por esta última.

## Carrera

### Denver Broncos
Ray fue seleccionado por los Denver Broncos en la primera ronda (puesto 23) del draft de 2015. Acabó su temporada rookie con 20 tackles, 4 sacks y un pase desviado.
Con los Broncos, Ray ha logrado un título de división, un campeonato de la AFC y ha ganado la Super Bowl 50, donde los Broncos derrotaron 24-10 a los Carolina Panthers. En ella, Ray consiguió 2 tackles.

### Baltimore Ravens
El 17 de mayo de 2019, Ray firmó con los Baltimore Ravens. El 30 de agosto fue finalmente cortado del plantel final.